# Communauté de communes Margeride Est
La communauté de communes Margeride Est est une ancienne communauté de communes française, située dans le département de la Lozère et la région Occitanie.

## Historique
La communauté de communes Margeride Est est créée le 1er janvier 2003. Elle succède à un Syndicat Intercommunal à Vocation Multiple (SIVOM). Elle regroupe les communes du canton de Grandrieu d'avant la réforme de 2015.
Le schéma départemental de coopération intercommunale, arrêté par le préfet de la Lozère le 29 mars 2016, prévoit la fusion de la communauté de communes Margeride Est avec les communautés de communes du canton de Châteauneuf-de-Randon et de la Terre de Randon, à partir du 1er janvier 2017.
Le 31 décembre 2016, les communes de Chambon-le-Chateau, Laval-Atger, Saint-Bonnet-de-Montauroux et Saint-Symphorien se retirent de la communauté de communes.
Celle-ci fusionne, le 1er janvier 2017 avec les communautés de communes du canton de Châteauneuf-de-Randon et de la Terre de Randon pour constituer la communauté de communes Randon-Margeride.

## Territoire communautaire

### Composition
Elle était composée des sept communes suivantes :
| Nom                        | Code Insee | Gentilé           | Superficie (km2) | Population (dernière pop. légale) | Densité (hab./km2) |
| -------------------------- | ---------- | ----------------- | ---------------- | --------------------------------- | ------------------ |
| Grandrieu (siège)          | 48070      | Grandriolois      | 65,37            | 750 (2014)                        | 11                 |
| Chambon-le-Château         | 48038      | Chambonnais       | 8,12             | 286 (2014)                        | 35                 |
| Laval-Atger                | 48084      | Lavalains         | 10,67            | 167 (2014)                        | 16                 |
| La Panouse                 | 48108      | Panousiens        | 37,83            | 81 (2014)                         | 2,1                |
| Saint-Bonnet-de-Montauroux | 48139      | Bonnetais         | 21,33            | 101 (2014)                        | 4,7                |
| Saint-Paul-le-Froid        | 48174      | Saint-Paulans     | 44,17            | 144 (2014)                        | 3,3                |
| Saint-Symphorien           | 48184      | Saint-Symphorians | 33,28            | 233 (2014)                        | 7                  |

### Démographie
| 2007  | 2011  | 2012  | 2013  |
| ----- | ----- | ----- | ----- |
| 1 878 | 1 811 | 1 797 | 1 787 |

## Administration

### Présidence
Le président actuel de la communauté de communes est Guy Galtier.